# Pollution
Pollution (von lateinisch polluere ‚beflecken, beschmutzen, verunreinigen‘) steht in der Sexualmedizin für einen Samenerguss, der bei Männern und männlichen Jugendlichen ab der Pubertät ohne aktives Zutun und Wachbewusstsein während des Schlafes auftreten kann. Er wird ausgelöst durch einen unbewussten Orgasmus. Da dies hauptsächlich während eines Nachtschlafes vorkommt, wird auch von einem nächtlichen Samenerguss oder umgangssprachlich einem feuchten Traum gesprochen. Oft wird ein solch unwillkürlicher Samenerguss nur durch Flecken in der Schlafbekleidung oder der Bettwäsche erkannt.

## Sprachwissenschaftlicher Aspekt
Vorwiegend im deutschen Sprachraum wird der Begriff Pollution für einen unwillkürlichen Samenerguss (auch für einen unwillkürlichen Erguss ohne Samen) während des Schlafes verwendet. Besonders im Englischen, aber auch in vielen anderen Sprachen bezeichnet dort das Fremdwort Pollution jedoch eine ‚allgemeine Umweltverschmutzung‘. Die deutsche Bedeutung wird dort unter anderem mit nocturnal emission bzw. „nächtlicher Pollution“ und „nächtlicher Ejakulation“ ausgedrückt. Dabei wird allerdings übersehen, dass sehr wohl eine Pollution auch während eines Tagschlafes auftreten kann. Damit ist in diesen Sprachen mit ihrer Begriffsbezeichnung „nächtliche Pollution“ der Begriffsraum in unzulässiger Art und Weise eingeschränkt worden. Zur Vermeidung all dieser sprachlichen Unzulänglichkeiten und möglicher moralisch abwertender Konnotationen wird in der Sexualwissenschaft an Stelle von „Pollution“ zunehmend der Begriff „Orgasmus im Schlaf“ verwendet.
Orgasmus im Schlaf:

Die Ersetzung des Begriffs „Pollution“ durch „Orgasmus im Schlaf“ enthält jedoch eine grundsätzliche Problematik. Bislang war mit Pollution immer ein unwillkürlicher Orgasmus mit Ejakulation von Sperma im Schlaf gemeint. Da außerdem die sexuellen Reaktionsmöglichkeiten von Kindern noch bis zum heutigen Tage kaum umfassend wissenschaftlich erforscht wurden, ist im Grunde nicht zweifelsfrei festgestellt, ob männliche Kinder auch schon lange vor der Pubertät unter bestimmten Voraussetzungen einen unwillkürlichen Orgasmus im Schlaf haben können, bei dem dann natürlich noch kein Samenerguss stattfinden kann.
Für den Fall, dass sich eine solche Möglichkeit einmal bestätigen sollte, ist bei unveränderter Definition eine Ersetzung des Begriffs „Pollution“ durch „Orgasmus im Schlaf“ falsch und die generelle Verwendung der Bezeichnung „Erguss im Schlaf“ an Stelle von „Pollution“ die einzige diesen genauen Sachverhalt treffende. Die Bezeichnung „Samenerguss im Schlaf“ ist also in den Fällen unzutreffend, in der es zwar zu einer Ejakulation kommt, aber das Ejakulat keine Spermien (Samen) enthält (siehe Ejakulation ohne Spermien).
Die Möglichkeit eines „Orgasmus im Schlaf“ bei präpubertären männlichen Kindern ohne Erguss deckt die Bezeichnung „Erguss im Schlaf“ oder „Pollution“ jedoch nicht ab.
Wenn die Ejakulation im Schlaf nicht mit einem Orgasmus verbunden ist (siehe Zusammenhang von Ejakulation und Orgasmus), dann ist dafür die Bezeichnung „Orgasmus im Schlaf“ unzutreffend.

## Physiologische Grundlagen

### Präpubertär

Testosteronregulation

Unter dem Ansteigen der Gonadotropinkonzentration im Blut erhöht sich bei Jungen schon deutlich vor der eigentlichen Pubertät die Testosteronproduktion in den Leydig-Zellen der Hoden wie auch die anschließende Ausschüttung des Geschlechtshormons in das Blut. In der Regel wird schon kurz vor der Pubertät eine zwei- bis dreifache Erhöhung des vorherigen Testosteronspiegels erreicht. Deshalb kann bei manchen Jungen schon vor der Pubertät von den akzessorischen Geschlechtsdrüsen insbesondere die Prostata in der Lage sein, bei entsprechender Stimulation ein Sekret zu bilden. So ist es bei diesen Heranwachsenden durchaus möglich, dass auch ein oder mehrere Jahre vor der Geschlechtsreife bei einem wie auch immer ausgelösten Orgasmus eine – wenn auch sehr geringe – Ausscheidung von überwiegend Prostatasekret stattfindet. Obwohl eine derartige Ausscheidung als Ejakulation bezeichnet wird, besteht das dabei ausgeschiedene Ejakulat allein aus Sekreten (Seminalplasma) ohne Anwesenheit von Spermien (Samen), da selbige zu diesem Zeitpunkt in aller Regel noch nicht in den Hoden gebildet werden. Ob in dieser Zeit bei ständiger oder vorübergehender sexueller Enthaltsamkeit, vielleicht sogar auch ohne eine solche, gelegentlich ein unwillkürlicher Orgasmus im Schlaf auftreten kann, ist bislang nicht bekannt.

### Intrapubertär
Unter dem Einfluss des durch die erhöhte Gonadotropinkonzentration ausgelösten Testosteronspiegelanstiegs setzt sich innerhalb der Pubertät das Wachstum des Penis, der Hoden, Nebenhoden, Samenleiter und der akzessorischen Geschlechtsdrüsen fort. Die Hoden beginnen meist in der Mitte der Pubertät erste Spermien zu produzieren (Spermarche). In zeitlicher Nähe dazu kommt es anschließend zu einer ersten Ejakulation im Sinne von „Samenerguss“ (Ejakularche), entweder bei einem durch sexuelle Aktivität bewusst ausgelösten Orgasmus oder bei einer ersten Pollution (Polluarche). Damit hat die Geschlechtsreifung ihren Zielpunkt, die „Geschlechtsreife“, erreicht.
Eine Pollution ist grundsätzlich ein völlig harmloser und natürlicher Vorgang, welcher durch einen unbewussten Orgasmus im Schlaf ausgelöst wird.

### Begleiterscheinungen
Eine Pollution ist sehr oft, aber nicht immer von einer Erektion des Penis begleitet.
Träume vor und besonders während der Pollution können dabei erotische Inhalte haben, der Träumer kann auch durch das Ereignis erwachen und sich dann an diese Träume erinnern. Da im Schlaf beziehungsweise in der Traumphase zumindest die bewussten Kontrollmechanismen fehlen, können nach E. J. Haeberle, 1983, solche erotischen Träume durchaus ungewöhnliches oder gesellschaftlich nicht toleriertes und gegebenenfalls auch strafrechtlich verbotenes Verhalten ausdrücken. Normale Hemmungen, Zwänge oder Normen seien während des Schlafens in Träumen weniger wirksam, weshalb viele unbewusste, unterdrückte oder verdrängte sexuelle Wünsche auch und besonders in diesen Träumen zum Ausdruck kommen können.
Derartige Träume gelten weder als Verursacher noch als Auslöser der Pollution, sondern sind lediglich als häufige Begleitumstände anzusehen, da auch nicht jede Pollution von einem erotischen Traum begleitet sein muss. Sehr oft wird der Schlaf durch die Pollution nicht unterbrochen und der Betreffende erkennt erst später an mehr oder minder eingetrockneten Spermaflecken, dass er eine Pollution hatte.

## Ursachen
Da unter gesunden Verhältnissen jeder männliche Orgasmus – egal ob nach bewusster sexueller Stimulation bis zum Höhepunkt im Wachzustand oder unwillkürlich im Schlaf aufgetreten – immer auch die für eine gegebenenfalls mögliche Ejakulation (im allgemeinen Sinne von „Erguss ohne oder mit Samen“) notwendigen Muskelkontraktionen im Bereich des Beckenbodens und der akzessorischen Geschlechtsorgane auslöst, ist die Frage nach Ursache und/oder Zweck von Pollutionen letztlich die Frage nach Ursache und/oder Zweck von unwillkürlichen Orgasmen im Schlaf.
Hinsichtlich der Ursache oder der Auslösung von Pollutionen sind bislang mehrere theoretische Ansätze formuliert worden.

### Samenstautheorie
Nach dieser Theorie entledigt sich der Körper über einen unwillkürlichen Orgasmus und eine Ejakulation des angestauten Spermas, welches allein durch die körpereigene Abbaufunktion nicht beseitigt werden kann.

### Teratozoospermie-Vermeidungstheorie
R. J. Levin (1975) formulierte zugleich die Hypothese, dass der Zweck von Pollutionen in der Vermeidung einer Teratozoospermie (schlechtes Spermiogramm; nur 15 % der Spermien weisen eine normale Morphologie auf) liegen könnte.

## Zeitpunkt

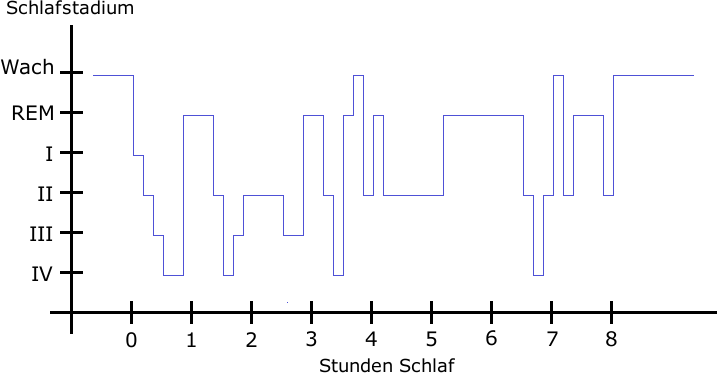
Normaler nächtlicher Schlafablauf mit REM-Phasen

Pollutionen treten in unregelmäßigen Abständen normalerweise nachts während der REM-Schlaf-Phase (Traumphase) auf, wenn nach bisheriger Anschauung die von den Hoden produzierten und in den Nebenhoden gereiften Spermien zusammen mit Sekreten aus Hoden, Nebenhoden und den so genannten akzessorischen Geschlechtsdrüsen, also Samenleiterampulle (Ampulla ductus deferentis), Samenblasendrüse (Glandula vesicularis), Vorsteherdrüse (Prostata) und Bulbourethraldrüse (Glandula bulbourethralis), über einen längeren Zeitraum (einige Tage bis Wochen) nicht schon durch Geschlechtsverkehr oder Masturbation mit Orgasmus ausgestoßen worden sind.
Wie schon unter „Sprachwissenschaftlicher Aspekt“ kurz erwähnt, kann sich allerdings eine Pollution auch tagsüber während eines Erholungsschlafes ereignen.
Erstes Auftreten:

Nach üblicher Definition und der Annahme, dass der männliche Körper sich bei einer Pollution in erster Linie angestauter Spermien entledigt, kann eine Pollution erst im Verlauf der Pubertät auftreten, wenn die Hoden begonnen haben, Spermien zu bilden (Spermarche). Vor der Pubertät werden höchstens Sekrete gebildet, aber keine Spermien, was logischerweise bedeutet, dass vor der Pubertät bei sexueller Betätigung höchstens gelegentlich auch ein feuchter Orgasmus mit Ausstoßung von Sekreten aus Hoden, Nebenhoden und den akzessorischen Geschlechtsdrüsen ohne Spermien auftreten kann, aber keine Ejakulation (im Sinne von „Samenerguss“) oder Pollution.

## Häufigkeit
Das Auftreten einer Pollution wird indirekt durch die Tätigkeit der Hormondrüsen gesteuert, da das Hormonsystem einen starken Einfluss auf die Funktion der Geschlechtsorgane besitzt. Durch eine Studie wurde ein Zusammenhang von Testosteronspiegelerhöhung und dem Anstieg der Pollutionsfrequenz nachgewiesen.
Die Tätigkeit des Hormonsystems ist ihrerseits auch abhängig von den Einwirkungen auf die Sinnesreize. Stärke und Zeitdauer der Umweltreize auf die Sinne haben also indirekt auch einen Einfluss auf eine Pollution beziehungsweise die Häufigkeit des Auftretens dieses Ereignisses. Diese Pollutionshäufigkeit ist daher sowohl von dem individuell unterschiedlichen Parameter des Entwicklungsstandes bzw. der Ausprägung der primären und sekundären Geschlechtsmerkmale und laut „Samenstautheorie“ der körpereigenen Altspermienabbaufunktion abhängig, wie auch von einer jeweils unterschiedlichen Stimulation durch sexuelle Umweltreize, die auch auf denjenigen täglich mehr oder minder stark einwirken können, der sexuell weniger aktiv oder gar enthaltsam lebt, aber dennoch auf Grund seiner sexuellen Ausrichtung für solche Reize empfänglich ist.

## Begriffsabgrenzung
Durch sexuelle Phantasien beziehungsweise Tagträume (dösen) oder durch andere direkt aufgenommene sexuelle Sinnesreize ohne weitere aktive Betätigung ausgelöste Orgasmen mit Ejakulation werden im engeren Sinne nicht als Pollution bezeichnet, da hierbei das Wachbewusstsein nicht unbeteiligt und somit auch eine eigene wache Aktivität gegeben ist und damit im Grunde eine Unwillkürlichkeit nicht vorliegt.

## Polluarche
Die erste Pollution eines Jungen wird auch Polluarche (lateinisch-altgriechisch etwa „erste Befleckung“; von altgriechisch arche für ‚Anfang‘ oder ‚Ursprung‘), oder
Pollarche
genannt.
Wie die entsprechend gebildeten Ausdrücke für erstmalige Ereignisse Menarche,
Erektarche,
Sexarche,
Masturbarche,
Orgasmarche,
Adrenarche,
Prostatarche,
Pubarche,
Thelarche,
Gonadarche,
Ovularche,
Spermarche,
Ejakularche und
Coitarche, die teilweise nur vereinzelt in Gebrauch sind, wird der Ausdruck heute überwiegend nur noch in der Sexualwissenschaft oder Medizin benutzt.
Bei allen gesunden männlichen Heranwachsenden kommt es im Verlaufe der Pubertät zu einer Ejakularche und Spermarche, also der erstmaligen Ejakulation (im Sinne von „Samenerguss“); entweder bei einem durch sexuelle Aktivität ausgelösten Orgasmus oder – wenn dieser ausreichend lange unterbleibt – bei der Polluarche. Einige Untersuchungen ergaben, dass nur bei rund 13 Prozent aller untersuchten Pubertierenden eine erste Ejakulation als nächtliche Pollution auftrat.
Über den Prozentsatz der männlichen Kinder, die schon vor oder während der Pubertät sexuell aktiv sind, gibt es jedoch in verschiedenen Ländern und Kulturkreisen sehr unterschiedliche Angaben.
Die Polluarche ist ein während des Schlafes stattfindender, nicht durch bewusste Stimulation ausgelöster Samenerguss. Dieses Ereignis ist somit ein Anzeichen für den Eintritt der Geschlechtsreife beziehungsweise Fortpflanzungsfähigkeit. In dieser anzeigenden Funktion ist die Polluarche das „männliche Äquivalent“ zur Menarche und der meist deutlich späteren Ovularche (erstmalige Ovulation), die bei einem Mädchen das Erreichen der Geschlechtsreife anzeigen. Physiologisch sind erstmalige Menstruation, erstmalige Ovulation und erstmalige unwillkürliche oder herbeigeführte Ejakulation von Spermien jedoch unterschiedliche Erscheinungen. Für die Polluarche ist nach bisheriger Ansicht eine ausreichend lange Enthaltsamkeit Bedingung, für die Ejakularche (im Sinne von erstmaligem Erguss mit oder ohne Samen), Menarche und Ovularche gibt es keine solche Bedingung.

## Moralischer Aspekt
Da bei einer Pollution unwillkürlich in die Bettwäsche oder in während des Schlafes getragene Bekleidung ejakuliert wird, wurde der Vorgang im Lateinischen als ‚Beschmutzung‘ beziehungsweise als ‚erste Beschmutzung‘ bezeichnet. Damals wurde allerdings bei den Römern ein solches Ereignis noch nicht als moralisch verwerflich bewertet.
Hinweise auf die mögliche Wurzel einer moralischen Verurteilung der Pollution innerhalb der christlich-abendländischen Kultur gibt es nach E. J. Haeberle, 1983, eher aus dem jüdisch-hebräischen Kulturkreis. Laut 5. Buch Mose (Deuteronomium), 23,10–12 ; nach anderer Nummerierung: 5. Mose, 23, 11–13; hatte sich ein Mann nach einer Pollution („Begegnis der Nacht“) von der Gemeinschaft fernzuhalten, bis er sich zur Reinigung am darauffolgenden Abend einem rituellen Bade unterzogen hatte (Vgl. Mischna-Traktat Savim). Damit wurde also eine ungewollte Ejakulation während des Schlafes als eine Verunreinigung angesehen, welche den Betreffenden bis zur Reinigung aus der Gemeinschaft der Männer ausschloss. Weitere Bibelstellen wie beispielsweise 3. Buch Mose 15,16–18  und 4–6  können auch in diesem Sinne gedeutet werden. Im lateinischen Hymnus Te lucis ante terminum, der in der Komplet des Breviers gesungen wird, bezieht sich die 2. Strophe (ne polluantur córpora) auf die rituelle Unreinheit durch die pollutio nocturna.
Besonders in zum Kulturkreis des Mittleren Ostens gehörenden Ländern wie Indien und Sri Lanka ist noch heute die von alters her angstbesetzte Vorstellung anzutreffen, der Mensch würde mit dem Ausstoßen von Samen seine Lebensenergie verlieren. Dabei wird jeder Samenerguss und damit auch eine Pollution als Verlust der Lebenskraft oder Gesundheit angesehen und im Rahmen tantrischer Techniken eine Bewahrung derselben gelehrt – siehe auch Dhat-Syndrom. Von Wissenschaftlern wird dieses Phänomen heute als kulturell bedingte Sexualneurose des indischen Subkontinents interpretiert.

## Mögliche Probleme
Samenergüsse im Schlaf sind ein harmloses Ereignis ohne Krankheitswert, die aus diesem Grund – eine entsprechende Aufklärung vorausgesetzt – auch in der medizinischen Praxis von Urologen oder Hausärzten kaum einmal zur Sprache gebracht werden.
Den besonderen Bedingungen der Pubertät entsprechend, kann eine Pollution für einen Jugendlichen allerdings ein Problem darstellen, sofern diese überhaupt als solche wahrgenommen und nicht als Bettnässen fehlinterpretiert wird und damit zu entsprechenden Scham- und Minderwertigkeitsgefühlen Anlass gibt. So entsteht bei behinderten Heranwachsenden sexualpädagogischer Aufklärungsbedarf, wenn diese glauben, „ins Bett gemacht“ zu haben, obwohl sie eigentlich einen unwillkürlichen Samenerguss hatten. Allerdings gibt es auch hier keine verfügbaren verlässlichen Angaben zu entstehenden Problemen oder Missverständnissen.